# Abrota formosana
Abrota formosana är en fjärilsart som beskrevs av Hans Fruhstorfer 1908. Abrota formosana ingår i släktet Abrota och familjen praktfjärilar. Inga underarter finns listade i Catalogue of Life.